# 1275
1275. је била проста година.

## Догађаји
- Битка код Неопатраса: Цар Михаило VIII Палеолог окупља византијске експедиционе снаге (око 30.000 људи), углавном плаћеника из Бугарске, Србије и Румског султаната. Он ставља ове снаге под команду свог брата, Јована Палеолога, и генерала Алексија Кабаларија. Михаило их шаље против Тесалије, а подржава га византијска морнарица коју предводи адмирал Алексије Дука Филантропен, коме је наређено да нападне латинске кнежевине и спречи их да помогну Јовану I Анђелу, владару Тесалије. Јована изненађује брзо напредовање византијских снага и бива опкољен гарнизоном у својој престоници Неопатрасу, коју Византинци настављају да опседају. Јован успева да побегне: спушта се низ зидине тврђаве помоћу конопца и пролази кроз византијске линије. После 3 дана, Јован стиже до Тебе, где тражи помоћ од Јована I де ла Роша, војводе од Атине. Добија око 500 коњаника са којима се враћа у Неопатрас. У међувремену, византијске снаге су ослабљене, а неколико одреда је послато да заузму друге тврђаве или пљачкају регион. Византинци паниче под изненадним нападом мањих, али дисциплинованих латинских снага и потпуно се сломе када кумански контингент промени страну. Упркос Јовановом покушају да окупи своје снаге, оне беже и цепају се.
- Битка код Деметрије: Михаило VIII Палеолог шаље византијску флоту коју предводи Алексис Филантропен да нападне латинске обале. Заједничка латинска флота састављена од ломбардских и млетачких бродова из Негропонта (Еубеја) и са млетачког Крита, процењује се на 30 до 60 бродова. Латинска флота под адмиралом Гуљелмом II да Верона изненађује Византинце и њихов напад је толико ефикасан да скоро побеђују. Њихови бродови, на којима су подигнуте високе дрвене куле, имају предност, а многи византијски морнари и војници су убијени или се удавили. Чим је победа изгледала извесна, стижу грчка појачања, предвођена Јованом I. Његов долазак подиже морал Византинаца, а Јованови људи, превезени малим чамцима на бродове, почињу да попуњавају своје губитке и преокрену ток ситуације. Латински губици су велики, укључујући и Гуљелма. До сумрака, сви латински бродови осим два су заробљени.
- 13. мај – Маринидске снаге предвођене султаном Абу Јусуфом Јакубом ибн Абд ел-Хаком искрцавају се у Шпанији на позив Мухамеда II, владара Гранаде. Са флотом од 20 бродова организованих у Сеути, око 5.000 људи је превезено из Алкасар Сегира у Тарифу без икаквог значајнијег хришћанског отпора. Мараниди су напали све до градова Вехер де ла Фронтера и Херез де ла Фронтера.
- 14. јун – Битка код Хове: Валдемар, краљ Шведске је поражен од свог брата Магнуса III у шуми Тиведен.
- 22. јул – Магнус III свргава Валдемара Биргерсона и изабран је за новог краља Шведске.
- 8. септембар – Битка код Есије: Кастиљска војска коју је предводио Нуњо Гонзалез де Лара поражена је од стране Маринидских снага.
- 21. октобар – Битка код Мартоса: Кастиљска војска под командом Санча Арагона (надбискупа Толеда) поражена је од Мавара код Мартоса.
- 27. октобар – Флорис V, гроф Холандије, даје граду Амстердаму слободу од пореза (званих путарина).
- 12. децембар – Битка код Рокавионеа: Гибелинске снаге побеђују напуљску војску код Рокавионеа (Пијемонт).
- Пролеће – Краљ Едвард I од Енглеске захтева састанак са Ливелином ап Грифидом, принцом од Велса, у Честеру како би му одао почаст, али Ливелин одбија. У покушају да изазове унутрашње проблеме, Ливелин покушава да се ожени 23-годишњом Елеонором од Монфора, ћерком Симона де Монфора, али је заробљавају енглески пирати на путу из Француске да се састане са Ливелином. Држе је у замку Виндзор и користе је као преговарачки адут током наредних година у Едвардовим покушајима да покори Ливелин и Велс.
- 22. април – Први Вестминстерски статут, састављен између Парламента и Едварда I, дефинише законске привилегије које су дозвољене земљопоседницима. Оне се заснивају на истрагама спроведеним 1274. године о правима земљопоседника да поседују своју земљу. Успоставља низ закона у 51 поглавље, укључујући једнак третман богатих и сиромашних, слободне и поштене изборе и дефиницију преступа који се могу и не могу платити кауцијом.
- 11. септембар – 1275. Британски земљотрес: Земљотрес погодио је југ Велике Британије. Епицентар је непознат, мада је могуће да је био у области Портсмут-Чичестер на јужној обали Енглеске или у Гламоргану, у Велсу.
- 8. октобар – Битка код Роналдсвеја: Шкотске снаге под командом Џона де Весија побеђују народ Мен са Острва Мен у одлучујућој бици, чврсто успостављајући шкотску власт над острвом.
- Маринидске снаге заузимају град Алжир, у то време независан.
- Март – Монголске снаге (око 200.000 људи) под командом Бајана од Баарина побеђује кинеску војску од 130.000 људи коју предводи канцелар династије Сунг, Ђиа Сидао, на реци Јангце. Сидао шаље изасланика у Бајан да разговара о примирју, али он одбија да преговара. Царица удовица Сје Даокинг лишава Сидаоа чина и титула, а касније га, по њеном наређењу, погубљује један од његових стражара док га шаљу у изгнанство у Фуђијан.

- Двадесетједногодишњи Марко Поло, заједно са својим оцем и ујаком, Николом и Мафеом Полом, стиже у раскошну летњу палату Кублај-кана у Шангдуу (или „Ксанаду“), након четворогодишњег путовања. Поклањају свето уље „Великог кана“ из Јерусалима и писма папе Гргура X. Кублај води Марка на свој краљевски двор и поставља га за „специјалног изасланика“.
- Април – Јапанска ера Бунеи се завршава и Кенџи ера почиње током владавине осмогодишњег цара Го-Уде (до 1278).
- У Генту је забележен први случај емисије животних ануитета од стране града у Холандији; овај догађај потврђује тренд консолидације локалног јавног дуга у северозападној Европи, који је 1218. године започео Ремс.
- Папа Гргур X убеђује краља Алфонса X од Кастиље да се одрекне титуле „краља Римљана“. Папа Гргур добија подршку у северној Италији преко Рудолфа I, краља Немачке.
- Рамон Љуљ, шпански научник и теолог, оснива школу на Мајорци за подучавање арапског језика проповедницима, у покушају да помогне у прозелитизму Мавара. Такође открива диетил етар.

## Смрти

### Јануар
- 6. јануар — Свети Рејмонд из Пенафорта, доминикански каноничар

### Фебруар
- 11. март — Боемунд VI од Антиохије, кнез Антиохије и гроф Триполија